# Egebæksvang Kirke
Egebæksvang Kirke er opført i 1897 og beliggende i Egebæksvang Sogn. Kirken er tegnet af arkitekten Ludvig Knudsen og er landskabsfredet.

## Historie
I 1887 begyndte en komité at arbejde for opførelsen af et kapel i Egebæksvang Skov, da sognet efterhånden var blevet så stort, at flere havde svært ved at komme til kirken i Tikøb. Grundstenen blev lagt den 23. juni 1896 og kirken blev indviet den 8. august 1897. Egebæksvang Sogn blev udskilt fra Tikøb Sogn i januar 1928 og kirken fik navnet Egebæksvang Kirke
Kirkens første altertavle var et krucifiks i naturlig størrelse udført i brændt ler af billedhugger August Hassel. I 1924 blev den nuværende altertavle indviet. Altertavlen er en kopi af Joakim Skovgaards berømte maleri fra Gjørlev Valgmenighedskirke. Kopien er udført af Rudolf Petersen og skænket af et gårdejerpar fra Tibberup.
Kirkens oprindelige dekoration var udført af Johan N. Schrøder, men er malet over.
Kirken har haft to prædikestole. Den nuværende blev taget i brug i 1925. Den er tegnet af Hans Georg Skovgaard og Niels Skovgaard.
Kirkens første orgel var på fire stemmer, i 1918 blev der føjet yderligere fem stemmer til, i 1934 endnu to stemmer, mixtur og trompet og i 1940 bestod det af elleve stemmer. I 1966 kunne der ikke ombygges mere på det gamle orgel. Orgelbygger Poul Gerhard Andersen byggede et nyt på sytten stemmer.

## Restaureringer
Kirken er blevet restaureret flere gange. Første gang i 1922. I begyndelsen af 1970'erne foretog man en beskeden tilbygning, hvorved kirkeskibets mure førtes frem til tårnets facade. Fra 1977 til 1995 blev kirken omfattende restaureret indvendig.

## Kirkegården
På kirkegården er følgende personer begravet:
- Conrad Bjerre-Christensen, redaktør og tv-kok
- Carl Baagøe, marinemaler
- Emil Hass Christensen, skuespiller
- Cosper, tegner
- Hagen Hasselbalch, filminstruktør og manuskriptforfatter
- Ingrid Jespersen, pædagog og rektor
- Frede Møller-Kristensen, dansk orientalist, indolog, bibliotekar og gerningsmanden bag det store bogtyveri
- Emilie Otterdahl, skuespiller
- Elith Reumert, skuespiller
- Kate Rosen, skuespiller
- Hans Sølvhøj, generaldirektør, minister og hofmarskal
- Albert Dyrlund, Youtuber, Sanger, skuespiller

## Mausoleum
Ind mod skoven i kirkegårdens sydlige hjørne ligger et mausoleum. Mausolæet blev opført for skuespilleren og sangeren Carl Alstrup. Det blev rejst i 1942, mens han endnu var i live. Facaden er beklædt med granit fra Nexø. Det betegnes som bevaringsværdigt og er blevet gennemrenoveret i 2010.